# ブルース・ボイトラー
ブルース・ボイトラー（Bruce Alan Beutler, 1957年12月29日 - ）はアメリカ合衆国の免疫学者、遺伝学者。『自然免疫の活性化に関する発見』によりジュール・ホフマンと共に、2011年ノーベル生理学・医学賞の半分を共同受賞した（残り半分は『樹状細胞と、獲得免疫におけるその役割の発見』によりラルフ・スタインマンが受賞した。）。
現在、テキサス州ダラスにあるテキサス大学サウスウエスタン医学センター宿主防衛遺伝学センター(Center for the Genetics of Host Defense.)の責任者とカリフォルニア州ラホヤにあるスクリプス研究所の遺伝学講座主任教授を務める。血液学者で遺伝医学者の父、アーネスト・ボイトラー（英語: Ernest Beutler）もまたスクリプス研究所主任教授であった。

## 教育
1959年から1977年までの間、ボイトラーは南カリフォルニアに居住していた。中等教育をパサデナのen:Polytechnic Schoolにて受けた。その後、カリフォルニア大学サンディエゴ校に進む。1976年、18歳で卒業した後、1977年にシカゴ大学医学校に進み、1981年、23歳でM.D.を取得。
幼年期、青年期初期にボイトラーは生物科学への興味を発展させてきた。生物学の研究をまず父親の研究室で行い、その後進化、ゲノム構造、性分化の研究で知られる哺乳類遺伝学者の大野乾の研究室に入り、さらに、内毒素として知られるリポ多糖の研究を行なっているAbraham Braudeの研究室と単純ヘルペスウイルスの権威として知られるPatricia Spearの研究室に入る。その後、自然免疫として知られる感染症に対する先天的な宿主抵抗性を理解するためにLPSとヘルペスウイルスの両方の幅広い研究を行った。

## 経歴
1981年から、1983年まで、テキサス大学サウスウエスタン医学センター（英語: University of Texas Southwestern Medical Center）の内科学講座のインターン、神経医学講座のレジデントとして医学訓練を続けた。1983年から1985年まで、ロックフェラー大学のen:Anthony Ceramiの研究室に博士研究員として勤務。1985年にロックフェラー大学の助教に就任。1984年から1986年にかけてはロックフェラー大学病院にて Associate Physicianとしても勤務した。
1986年にダラスに帰り、テキサス大学サウスウエスタン医学センター内科学講座助教とハワード・ヒューズ医学研究所Assistant Investigatorに就任。1990年に准教授とAssociate Investigatorに就任、1996年には教授に就任した。
2000年、免疫学講座教授としてスクリプス研究所に移り、2007年には新設された遺伝学講座の主任教授となる。現在、スクリプス研究所とテキサス大学サウスウエスタン医学センターの兼任として、研究室をテキサスに移し、宿主防衛遺伝学センターの責任者を務める。
2011年10月4日、テキサス大学のregental professor に就任した。

## 研究
ボイトラーは炎症と自然免疫の分野における分子生物学・遺伝学のパイオニアとして知られる。彼はマウスのTNFαを分離し、その炎症作用を実証し、エンドトキシンショックにおける重要な役割を示した。その後、TNF受容体タンパク質の結合部分と免疫グロブリンの重鎖を結合させ、受容体の二量体化を引き起こすことで明示的にTNFを中和する組み換え分子を設計した。これらの分子はエタネルセプトとして、関節リウマチ、クローン病、乾癬その他の炎症の治療薬として用いられている。
哺乳類の免疫細胞に対するLPSの作用に興味を持ち、ボイトラーは、LPS受容体を識別するためにTNF産生物を表現型指標として用いた。受容体の同定は1960年代にはすべてのLPSへの生体応答の重要な遺伝的決定基であると知られていた哺乳類のLpsの位置のポジショナルクローニングによる。彼は微生物の感染に対する重要なセンサーを発見し、哺乳類のToll様受容体の一つであるTLR4が哺乳類LPS受容体複合体の膜貫通成分であることを実証した。Toll様受容体のうち10種類が現在人間では知られているが、今ではその微生物を認識する機能が広く知られている。これらの受容体はまた、感染経過によって発生するショックや全身性炎症といった重症疾患を介在する。これらが全身性エリテマトーデスといった自己免疫疾患や無菌炎症の病因の中心である。このToll様受容体の研究で彼は2011年にノーベル賞を受賞した。
Lpsのポジショナルクローニングは1998年に完成した。彼はその後哺乳類の免疫の分析のために順遺伝学的方法論を適用し続けた。このプロセスでは、アルキル化剤のENUを用いたランダムプロセス、表現効果の発見、そしてポジショナルクローニングによる分離により免疫機能を変化させる生殖細胞変異が作られた。彼の研究は先天性免疫応答の多数の重要なシグナリング分子を発見し、自然免疫の生化学における解明に貢献した。
ENUによる突然変異誘発もまたボイトラーのグループにより病原因子を定義付ける包括的な反応を研究するために用いられた。これらの遺伝子は、「感覚」、「シグナル伝達」、「エフェクター」、「恒常性」、「発育」のカテゴリーに分けられる。このうちの一部は完全に予想外であった。例えば冠状動脈の平滑筋にある Kir6.1ATP感受性カリウムチャネルはこの微生物に感染した際に重要な恒常性の役割を果たす。この感染の間に突然死の可能性がある。
これらの研究の過程において、彼のグループは、ENUによる破壊で、著しく異常な表現型が現れたことで、鉄の吸収、聴覚、胚発生における重要な遺伝子を特定した。

## 受賞歴
米国科学アカデミーやアメリカ医学研究所など、多くの学術団体から受賞されている。欧州分子生物学研究所の準会員や、アメリカ内科学会（英語: Association of American Physicians）、アメリカ臨床試験学会（英語: American Society for Clinical Investigation）の会員を務める。また、2001年以降、科学情報研究所はボイトラーを免疫学分野で影響力のある人物としてen:ISI highly cited researcherに掲載し続けている。また、Thomson-Reutersによって、Citation Laureateにも掲載されている。
これまでに受賞した賞は
- 2004年 ロベルト・コッホ賞 (ジュール・ホフマン、審良静男と共同受賞)
- 2006年 フランス科学アカデミー シャルル＝レオポール・メイエ賞
- 2006年 ウィリアム・コーリー賞(審良静男と共同受賞).
- 2007年 ドイツミュンヘン工科大学からの名誉医学博士号
- 2007年 バルザン賞 (ジュール・ホフマンと共同受賞)
- 2008年 トムソン・ロイター引用栄誉賞 (ジュール・ホフマン、審良静男と共同受賞)
- 2009年 オールバニ・メディカルセンター賞 (チャールズ・ディナレロ、ラルフ・スタインマンと共同受賞)[18]
- 2009年 Will Rogers Institute Annual Prize for Research
- 2011年 ショウ賞 (ジュール・ホフマン、ルスラン・メジトフと共同受賞)
- 2011年 ノーベル生理学・医学賞 (ジュール・ホフマン、ラルフ・スタインマンと共同受賞)[2]

などがある。